# Bernhard Schildbach
Karl Eduard Bernhard Schildbach (* 4. Januar 1876 in Pößneck in Thüringen; † 29. August 1944 in Jena) war ein deutscher Politiker (SPD), Redakteur 
und Mitglied des Landtages des Volksstaates Hessen.

## Leben
Nach Abschluss seiner Buchbinderlehre ging Bernhard Schildbach für mehrere Jahre auf Wanderschaft und betätigte sich anschließend als Redakteur in Offenbach (1905), Mühlhausen/Nordhausen (1906) und Mainz (1907, „Mainzer Volkszeitung“).
Er war politisch aktiv und wurde 1908 Vorsitzender des SPD-Ortsverbandes Mainz und war von 1914 bis 1919 Stadtverordneter. 
Von 1919 bis 1924 hatte er ein Mandat für den Landtag des Volksstaates Hessen.
1920 wurde er von der französischen Besatzungsmacht des Landes verwiesen und wegen „Bannbruchs“ zu einem Jahr Gefängnis verurteilt. In den Jahren von 1921 bis 1923 bekleidete er das Amt des Abteilungsleiters der Reichszentrale für Heimatdienst für Hessen und Hessen-Nassau. Bevor er 1928 nach Mainz zurückkehrte, war er von 1924 an als Redakteur der Zeitung „Volkswille“ in Singen (Hohentwiel) tätig.
Schildbach war Verfasser zahlreicher sozialwissenschaftlicher Schriften.